# Clusia burle-marxii
Clusia burle-marxii är en tvåhjärtbladig växtart som beskrevs av V. Bittrich. Clusia burle-marxii ingår i släktet Clusia och familjen Clusiaceae. Inga underarter finns listade i Catalogue of Life.